# Тол Мириам
«Тол Мириам» — российская фолк-рок и бард-рок-группа, образованная в Москве в 2002 году. Название группы означает «Бубен Мириам», однако с искажённым, по ошибке, звучанием слова «бубен» (ивр. תוף מרים‎).

## Художественные особенности
В основе творчества группы, в основном, авторский материал вокалистки Елены Ханпиры. Группа исполняет широкий диапазон музыкальных жанров, однако, в первую очередь ассоциируется с фолк-музыкой, как по музыкальной, так и по лирической составляющим. Выделяется театральность исполнения на сцене. Руководительница группы тяготеет к традициям драматической песни (вдохновлённой творчеством Клавдии Шульженко, Елены Камбуровой и другими и придаёт большое значение сценической режиссуре.

### Прочая деятельность
Кроме основного творчества группы, руководительница коллектива Елена Ханпира выступает, как сценограф и автор мюзиклов. В 2009 году музыканты группы создали спектакль «Поезд ушёл, или Ретро на чемоданах», повествующий о вокзальных музыкантах 1950-х, которые становятся участниками трогательной любовной истории.

## Состав
- Елена «Мириам» Ханпира — вокалистка, автор текстов и музыки[3][9].

### Бывшие участники
- Павел «Слэйер» («Slayer») Румянцев — акустическая и электрическая гитары, мандолина, балалайка, губная гармоника, блок-флейта, вокал, бэк-вокал, аранжировки, автор музыки (2002 — 2013)[9]
- Елизавета Грушина (Борисова) — скрипка, альт, бэк-вокал (2003 — 2013)[9]
- Владимир «Влад» Зайчиков — барабаны (2007—2008, сессионно 2009 — 2013)
- Владислав Олейник (акустическая гитара, губная гармоника, бэк-вокал, аранжировки), 2002—2003, в 2004 — сессионно[9]
- Александр Лифанов (бас), 2003—2006[9]
- Александр Макаров-Мельников (перкуссия, волынка, блок-флейта, тростниковая флейта, бэк-вокал, барабаны), 2003—2007[9]
- Дмитрий Кстенин (бас), 2006. Выступил с группой один раз на фестивале «Пустые холмы»
- Артур «Арчи» Тросиненко (бас), 2006—2007
- Дмитрий «Хоботов» Жиляев (бас, контрабас), 2007—2009
- Евгений Кришталь (барабаны), 2008—2009
- Павел Мягков (перкуссия), 2007—2009. В период с 2003 по 2009 гг. работал в группе в качестве администратора и директора группы[9]
- Антон Ротарь (акустическая гитара, бэк-вокал), 2003—2010[9]
- Дарья Романычева, 2009—2010. Администратор
- Роман Безиновский (бас), 2010

### Сессионные музыканты
- Илья «Небослов» Прозоров (бас), 2009
- Роман Шелетов (бас), 2009
- Мария Логофет (скрипка), 2008

## Дискография

### Студийные альбомы

#### Ближний мой (2002)

Обложка диска «Ближний Мой»

Диск является сольной работой Елены Ханпиры и подписан, как «Мириам». Однако был записан с музыкантами, которые, в последствие, войдут в состав группы. Записан с Владиславом Олейником при участии Дмитрия Яковкина весной-летом 2002 года на студии ИПК ТВ и РВ, звукорежиссёр Антон Круглов. Выпущен самостоятельно и презентован на концерте Елены Ханпиры на фестивале фантастики и ролевых игр «Зиланткон» в Казани, состоявшемся в ноябре 2002 года. При переиздании альбом был дополнен четырьмя композициями из мюзикла «Последнее испытание»

#### Песни черни (2006)
Диск записывался в период с октября 2004 по март 2006 года на студии ИПК ТВ и РВ звукорежиссёром Антоном Кругловым. Издан компанией «CD Land records», презентован 11 мая 2006 года в клубе «Б2» (Москва). В октябре 2007 года диск был переиздан компанией Navigator Records с двумя бонус-треками в простом и подарочном исполнениях.

### Синглы

#### Макси-сингл к альбому «Песни черни» (2004)
На диске представлены 6 композиций, разбитых на 2 части: основную, записанные поканально 4 песни 16 апреля 2004 года на концерте группы в клубе «Форпост» (Москва), и бонусы — 2 композиции, записанные на студиях ГИТР («Названому брату», май 2004 года), звукорежиссёр Даниил Голубев, и ИПК ТВ и РВ («Георгий», октябрь 2004 года), звукорежиссёр Антон Круглов. Диск выпущен самостоятельно и презентован на фестивале фантастики и ролевых игр «Зиланткон» в Казани, состоявшемся в ноябре 2004 года.

### Сборники
- «Проект „Археология“. Лучшее 2002—2004» (2005)
- «ФолкРокФорум» (2005)
- «Рок-линия 8» (2006) — компиляция «CD Land records»
- «Рок-линия 9» (2006) — компиляция «CD Land records»
- «ФолкРокФорум II» (2007)
- «Фолк-Навигация» (2008) — компиляция «Navigator records»
- «Shadelynx» (2008)

### Live-альбомы

#### Концерт в «Перекрёстке» (2003, live)
Был записан 5 октября 2003 года в клубе «Перекрёсток» (Москва). В октябре 2003 года басистом группы Александром Лифановым в домашних условиях были дозаписаны некоторые партии инструментов и вокала, концертная запись была подготовлена к изданию. Диск был выпущен самостоятельно и презентован на фестивале фантастики и ролевых игр «Зиланткон» в Казани, состоявшемся в ноябре уже 2003 года.

### Музыкальные видео
- «Песнь северного мужества (Баллада о Герое)» (2013)

### Интервью
- Интервью с группой перед выходом первого студийного альбома
- Интервью с Еленой Ханпирой к пятилетию группы
- Расшифровка эфира программы «Лаборатория» (недоступная ссылка) с «Тол Мириам» на радио «Культура» 25.04.2006